# Styracaster robustus
Styracaster robustus är en sjöstjärneart som beskrevs av Jean Baptiste François René Koehler 1908. Styracaster robustus ingår i släktet Styracaster och familjen Porcellanasteridae. Inga underarter finns listade i Catalogue of Life.